# Salman ibn Hamad Al Khalifa
Salman ibn Hamad Al Khalifa (in arabo سلمان بن حمد آل خليفة‎?; Al Muharraq, 10 ottobre 1894 – Safra, 2 novembre 1961) è stato lo sceicco del Bahrein dal 1942 al 1961.